# Stylolidia cristata
Stylolidia cristata är en insektsart som beskrevs av Nielson 1986. Stylolidia cristata ingår i släktet Stylolidia och familjen dvärgstritar. Inga underarter finns listade i Catalogue of Life.